# Willy Brandt
Willy Brandt, pseudònim de Herbert Ernst Karl Frahm, (Lübeck, 18 de desembre de 1913 - Unkel, 8 d'octubre de 1992) fou un polític alemany que ocupà el càrrec de canceller de 1969 fins al 1974. Una de les característiques de la seva política, anomenada Ostpolitik, fou la de millorar les relacions amb la República Democràtica Alemanya, Polònia i la Unió Soviètica, cosa que li feu merèixer el Premi Nobel de la Pau el 1971.
Membre de les Joventuts Socialistes des de 1930, va militar a l'ala esquerra de l'organització. En ser expulsada del Partit Socialdemòcrata d'Alemanya (SPD) el 1931, va passar a formar part del Partit dels Treballadors Socialistes d'Alemanya (SAP). Va ser representant d'aquest partit a la guerra civil espanyola. En arribar els nazis al poder a Alemanya, es va refugiar a Noruega, on es va nacionalitzar noruec i va treballar com a periodista. En produir-se la invasió alemanya durant la Segona Guerra Mundial, es va traslladar a Suècia, i al final del conflicte va tornar a Alemanya, va recuperar la nacionalitat alemanya i va ingressar en l'SPD.
Establert a Berlín Occidental, va ser alcalde de la ciutat des de l'any 1957 fins al 1966, per la qual cosa va haver d'enfrontar la crisi que va suposar la construcció del Mur de Berlín el 1961. President del SPD a partir de 1964 fins a 1987, va evolucionar cap a postures més centristes i el 1966 va ser vicecanceller i ministre d'Afers exteriors en el gabinet de la «gran coalició». Finalment, el 1969 va ser nomenat canceller de la RFA, càrrec que va ocupar fins a 1974.

## Anys de guerres
Va néixer el 18 de desembre de 1913 a Lübeck, situada actualment a l'estat alemany de Slesvig-Holstein, fill de mare soltera. Va començar a treballar com a aprenent a la companyia naviliera i agència marítima F.H.Bertling. Als setze anys s'uní a les Joventuts Socialistes, i un any després al Sozialdemokratische Partei Deutschlands (SPD). Aviat el va deixar pel més esquerrà Sozialistische Arbeiterpartei Deutschlands, que estava aliat amb el Partit Obrer d'Unificació Marxista (POUM) a Espanya i amb l'ILP (Independent Labour Party) a Gran Bretanya.
El 1933 i amb el profit d'allò que havia après a la companyia naviliera, s'escapa de l'Alemanya nazi cap a Noruega. És en aquesta etapa on utilitza per primera vegada el pseudònim de Willy Brandt. El 1934 prengué part en la fundació de l'Oficina Internacional d'Organitzacions Revolucionàries Juvenils, i en fou escollit secretari.
El 1936 Brandt visita Alemanya disfressat d'estudiant noruec, sota el nom de «Gunnar Gaasland». El 1937 treballa de periodista a l'Espanya immersa en guerra civil. Un any després el govern alemany revocaria la seva ciutadania alemanya, de forma que sol·licità la noruega. L'any 1940 fou arrestat a Noruega per les forces ocupants nazis, i abans de ser reconegut (perquè duia uniforme noruec), fuig cap a la neutral Suècia. Aquell mateix any obtindria la ciutadania noruega, a la ciutat d'Estocolm, on viuria fins al final de la guerra.

## Càrrecs polítics

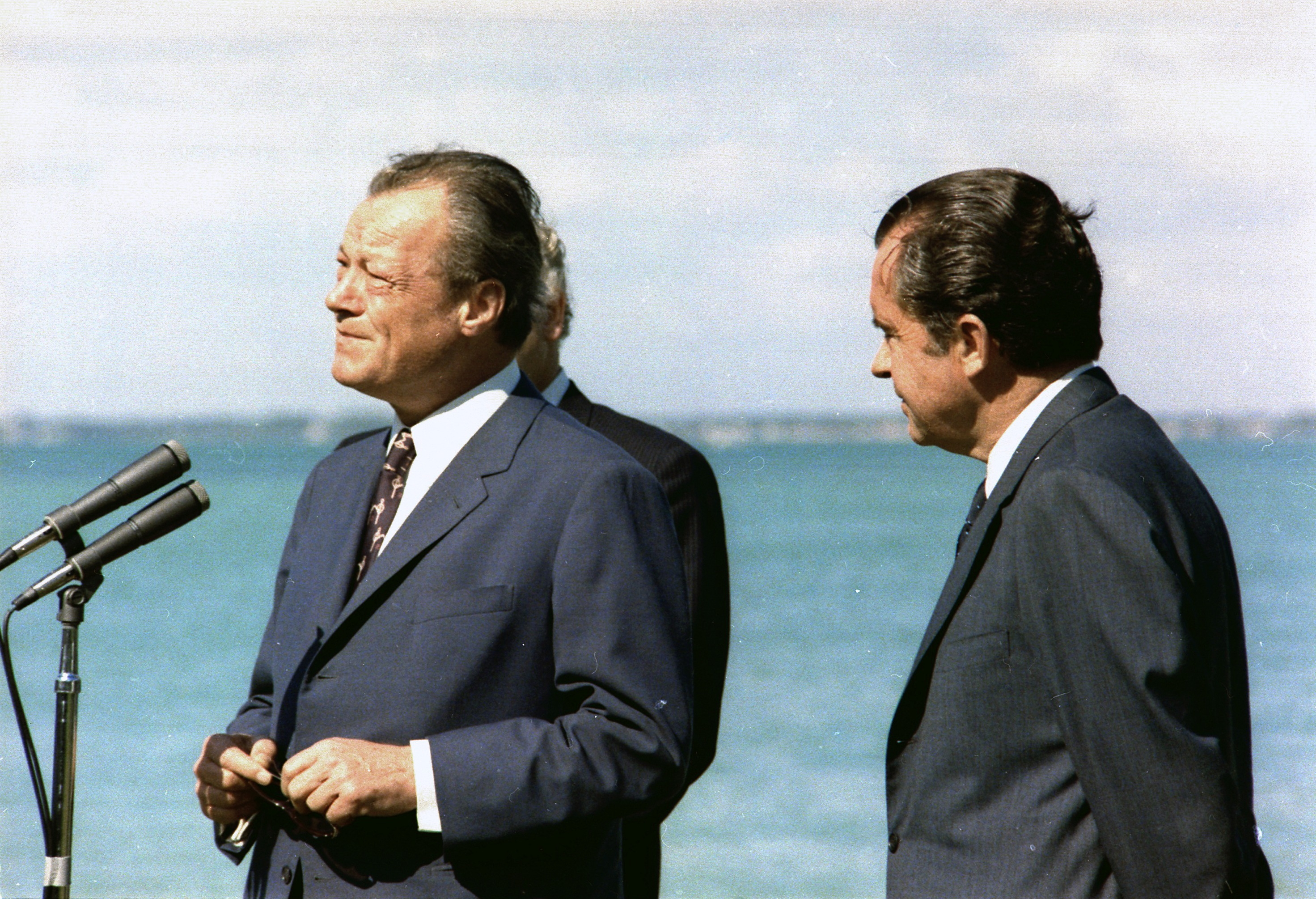
Brandt amb Nixon l'any 1971.

Vers la fi de 1946 Willy Brandt torna a Berlín com a treballador del govern noruec. El 1948 s'afilia al SPD, i recupera la seva ciutadania alemanya, tot i que sota el nom de Willy Brandt.
Aquell mateix any 1948 es divorcià d'Anna Carlotta Thorkildsen, amb qui tingué una filla (Ninja, 1940), i es casà amb Rut Hansen, amb qui tingué tres fills: Peter (n. 1948), Lars (n. 1951) i Matthias (n. 1961). Molts anys després, el 1983, es tornaria a casar per tercera vegada amb Brigitte Seebacher.
En un principi va ser encasellat a l'ala més dretana del partit per no tenir pèls a la llengua a l'hora de criticar la posició soviètica a la revolució hongaresa de 1956, o per la negativa a la proposta de Nikita Khrusxov d'atorgar a Berlín l'estatus de «ciutat lliure» l'any 1958. Entre 1957 i 1966 fou alcalde del Berlín (Oest), en plena construcció del mur de Berlín.
Anys més tard, el 1964 esdevé president del SPD alemany fins al 1987. El 1961 es presentà a les eleccions per a Canceller, però les perd davant el CDU del conservador Konrad Adenauer. El 1965 ho provà de nou, i de nou perdé les eleccions, aquest cop davant Ludwig Erhard. Tot i així, el 1966 es forma una coalició entre el SPD i el CDU, i Brand esdevé ministre d'afers exteriors i sotscanceller.
Les següents eleccions, les de 1969, sí que les guanya l'SPD, i a canvi de formar coalició amb el petit partit liberal FDP, Brandt va poder esdevenir Canceller.

## Política exterior

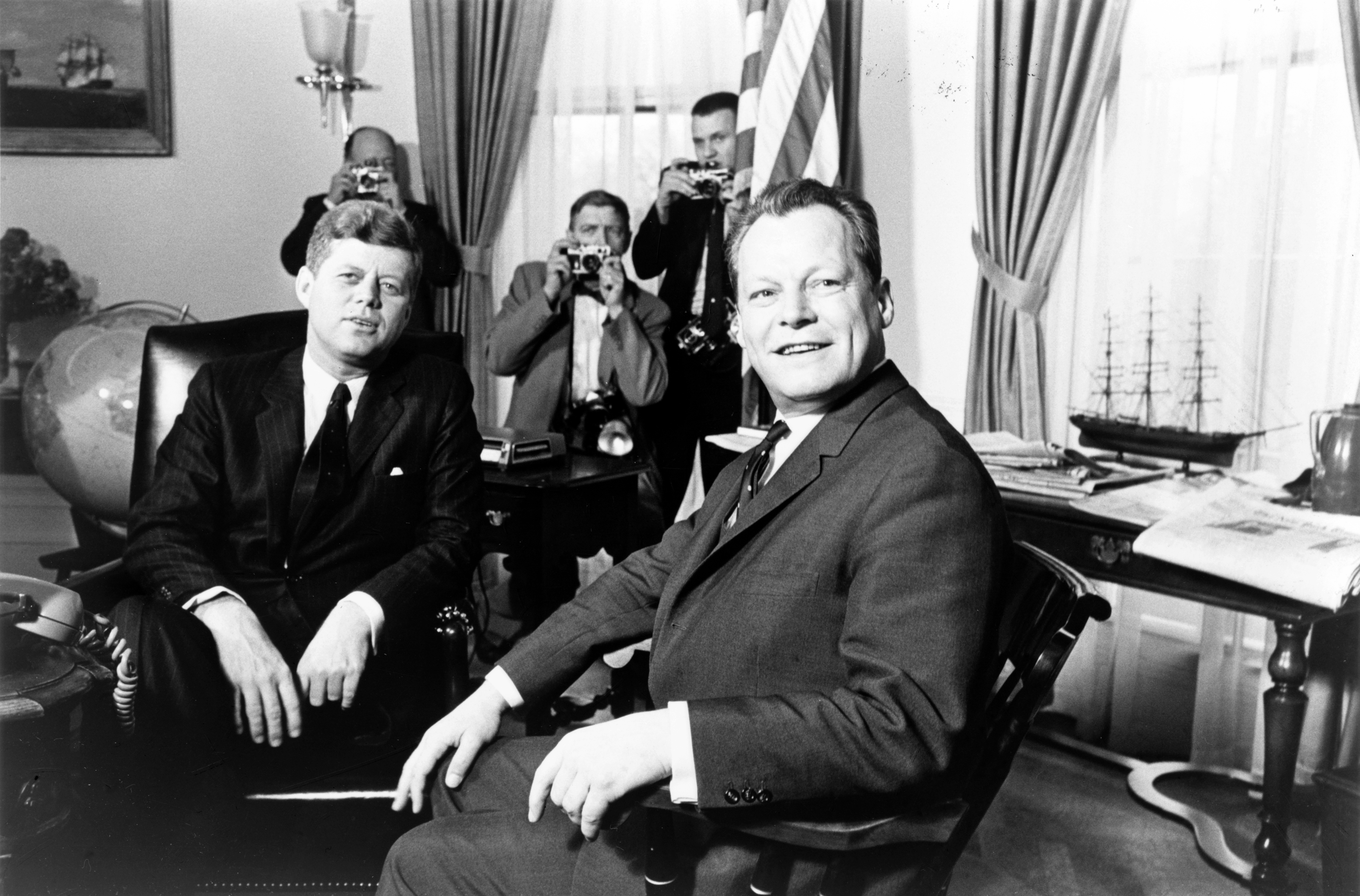
Trobada amb John Fitzgerald Kennedy el 1961

Com a Canceller Brandt guanyà més poder per a desenvolupar la seva anomenada Ostpolitik, que era una voluntat d'apropament amb la germana República Democràtica Alemanya, i una millora substancial de les relacions amb la Unió Soviètica, Polònia i altres països del Bloc de l'Est.
Un dels moments més emotius fou el que tingué lloc el desembre de 1970, quan s'agenollà espontàniament davant del monument a les víctimes de l'aixecament del Gueto de Varsòvia, a la qual van ser assassinats molts ciutadans polonesos en aixecar-se contra les tropes ocupants nazis.
La popularitat de Brandt esdevé patent amb la portada de la revista Time, la qual el feu home de l'any 1970, i culmina amb el Premi Nobel de la Pau de l'any següent, el 1971, pels seus esforços per millorar les relacions amb la República Democràtica Alemanya, Polònia i la Unió Soviètica.
A Alemanya, l'Ostpolitik fou controvertida i dividí part de la població basant-se en dues posicions. Per una banda, aquells que es veien expulsats de territori alemany i que clamaven la política d'il·legal i d'alta traïció. I per una altra banda, aquells que ho aplaudien pel desig de canviar cap a l'apropament (Wandel durch Annäherung). La política de Brandt ajudà a accentuar les contradiccions del socialisme-comunisme quotidià i a fer-lo caure.

## Política interior
Hom argumenta que la victòria del SPD dels anys 1960 va estar afavorida per la voluntat dels joves de trencar amb el Wirtschaftswunder (miracle econòmic) de l'Alemanya de la postguerra. La joventut estava disconforme amb una societat profundament conservadora, burgesa i incapaç d'afrontar el passat nazi recent. El predecessor de Brandt fou Kurt Georg Kiesinger, antic membre del partit nazi, i Brandt fou víctima del terror nazi.
La societat li reclamava reformes socials, legals i polítiques, i ell i l'SPD) els van intentar donar, tal com va dir amb el seu famós Wir wollen mehr Demokratie wagen (o Atrevim-nos amb més democràcia). Tot això sens perjudici de la seva dura legislació per tal de barrar l'accés a la funció pública als «radicals» (Radikalenerlass).
Però les reformes van quedar trencades amb la crisi del petroli del 1973, ja que foren culpades de la fallida econòmica del país. A més a més, la diferència de membres respecte de l'oposició al Bundestag no era notable, i de fet van intentar aprovar una moció de censura el 1972. Davant l'amenaça de la victòria conservadora, la campanya electoral de 1972 rebé el suport de molts intel·lectuals, i obtingué els millors resultats fins llavors.

## Escàndol i dimissió
L'any 1973 va esclatar el conegut com Afer Guillaume, quan les organitzacions de seguretat d'Alemanya Occidental reberen la informació que un dels assistents personals de Willy Brandt, Günter Guillaume, era un espia de la Stasi (servei d'espionatge d'Alemanya Oriental). El 24 d'abril de 1974 Guillaume és arrestat i Brandt és acusat de tenir un espia en el seu partit. Alhora es publiquen informacions de la seva vida privada en què queden de manifest les relacions de Brandt amb prostitutes. Willy Brandt arribà a escriure una nota del seu imminent suïcidi, però es retractà, assumí responsabilitats, i dimití del càrrec el 7 de maig de 1974.
L'afer Guillaume és considerat generalment com a un mer desencadenant de la dimissió de Brandt, no com una causa fonamental. El canciller estava esquitxat, entre altres problemes, per un escàndol d'adulteri, depressió i alcoholisme, així com les conseqüències de la crisi del petroli del 1973. Segons va declarar el mateix Brandt més tard amb relació a la seua dimissió: "Estava esgotat, per raons que no tenien res a vore amb el procés que s'estava portant a terme en aquells moments".

## Darrers anys
Tot i deixar el càrrec de Canceller, va romandre al seu escó al Bundestag com a cap del seu partit (SPD), fins al 1987. Del 1976 fins al 1992 fou cap de la Internacional Socialista. I entre 1979 i 1983 fou membre del Parlament Europeu. El 1983 hom va témer que Portugal esdevingués comunista. Brandt aparegué en escena i donà suport al partit socialista i democràtic de Mário Soares, que guanyà les eleccions. A Espanya ho feu amb el partit socialista tot just legalitzat de Felipe González, després de la mort de Franco.
El novembre de 1989, després de la caiguda del mur de Berlín, Brandt fou un dels primers esquerrans de l'Alemanya Federal en clamar la reunificació alemanya: «Avui som en una situació a la qual pot tornar a aglutinar-se el que convé de ser junts.»
Una de les darreres aparicions de Willy Brandt fou a Bagdad, en ser alliberats uns ostatges occidentals a l'Iraq de Saddam Hussein poc després de la invasió de Kuwait de 1990.
Morí el 8 d'octubre de 1992 a la ciutat d'Unkel, població situada a l'estat alemany de Renània-Palatinat.

## Obra (selecció)
- 1960 Mein Weg nach Berlin (autobiogràfica).
- 1966 Draußen. Schriften während der Emigration.
- 1968 Friedenspolitik in Europa.
- 1976 Begegnungen und Einsichten 1960-1975.
- 1982 Links und frei. Mein Weg 1930-1950.
- 1986 Der organisierte Wahnsinn.
- 1989 Erinnerungen (Memòries) ISBN 3-549-07353-4.